# Al-Muzajri’a
Al-Muzajri’a (arab. المُزيرعة) – nieistniejąca już arabska wieś, która była położona w Dystrykcie Ramli w Mandacie Palestyny. Wieś została wyludniona i zniszczona podczas I wojny izraelsko-arabskiej, po ataku Sił Obronnych Izraela w dniu 12 lipca 1948.

## Położenie
Al-Muzajri’a leżała na zachodnim krańcu wzgórz Samarii. Według danych z 1945 do wsi należały ziemie o powierzchni 10 822 ha. We wsi mieszkało wówczas 1 160 osób.
| własność gruntów | powierzchnia gruntów (hektary) |
| ---------------- | ------------------------------ |
| Arabowie         | 9 042                          |
| Żydzi            | 1 450                          |
| publiczne        | 330                            |
| Razem            | 10 822                         |

| Rodzaj użytkowanych gruntów | Arabowie (hektary) | Żydzi (hektary) |
| --------------------------- | ------------------ | --------------- |
| uprawy cytrusów             | 953                | 383             |
| uprawy nawadniane           | 35                 | 10              |
| uprawy zbóż                 | 5 895              | 1 057           |
| nieużytki                   | 2 464              | 0               |
| zabudowane                  | 25                 | 0               |

## Historia
W czasach panowania rzymskiego musiała tutaj istnieć osada, o której jednak bardzo niewiele wiadomo. Z czasów tych zachowało się jednak mauzoleum, które później przebudowano na meczet. W 1596 we wsi al-Muzajri’a mieszkało 39 mieszkańców, którzy płacili podatki z upraw pszenicy, jęczmienia, oliwek i hodowli kóz oraz uli.
W okresie panowania Brytyjczyków al-Muzajri’a była średniej wielkości wsią. We wsi był jeden meczet. W 1919 utworzono szkołę podstawową dla chłopców, do której w 1945 uczęszczało 207 uczniów.
Na początku I wojny izraelsko-arabskiej w maju 1948 wieś zajęły arabskie milicje, które atakowały żydowską komunikację w okolicy. Podczas operacji Danny w dniu 12 lipca 1948 wieś zajęli izraelscy żołnierze. Mieszkańcy zostali zmuszeni do opuszczenia swoich domów. Następnie wyburzono wszystkie domy.

## Miejsce obecnie
Na terenach wioski Al-Muzajri’a w 1998 powstało miasto Elad.
Palestyński historyk Walid Chalidi, tak opisał pozostałości wioski Al-Muzajri’a: „Obszar jest w znacznym stopniu zalesiony. Większość domów została zredukowana do gruzu. Na terenie są widoczne kamienie i kaktusy”.